# Quentin Halys
Quentin Halys (Bondy, 26 oktober 1996) is een Franse tennisspeler.
In 2014 behaalde hij in Griekenland zijn eerste internationale ATP overwinning.
In 2015 haalde hij in Italië twee keer de finale en in Frankrijk twee keer de eerste prijs. Bij het dubbelspel won hij in Engeland, Frankrijk en Griekenland. Dat jaar speelde hij op Roland Garros in de eerste ronde tegen Rafael Nadal, die hem meteen uitschakelde.
In 2016 kreeg de 19-jarige Halys een wildcard voor het Australian Open, waar hij in ronde 1 Ivan Dodig versloeg en in ronde 2 tegen titelverdediger Novak Đoković uitkwam, die hem met 6-1, 6-2 en 7-6 versloeg. 

## Palmares

### Enkelspel
| Legenda                       | Legenda               |
| ----------------------------- | --------------------- |
| Grand Slam                    |                       |
| Olympische Spelen             |                       |
| tot 2009                      | vanaf 2009            |
| Tennis Masters Cup            | ATP Finals            |
| ATP Masters Series            | ATP Tour Masters 1000 |
| ATP International Series Gold | ATP Tour 500          |
| ATP International Series      | ATP Tour 250          |

| Nr.                  | Datum           | Toernooi    | Ondergrond    | Tegenstander in finale | Score            |
| -------------------- | --------------- | ----------- | ------------- | ---------------------- | ---------------- |
| Gewonnen challengers |                 |             |               |                        |                  |
| 1.                   | 30 april 2016   | Tallahassee | Gravel        | Frances Tiafoe         | 6-7(6), 6-4, 6-2 |
| 2.                   | 4 februari 2018 | Quimper     | Hardcourt (i) | Alexey Vatutin         | 6-3, 7-6(1)      |
| 3.                   | 22 april 2018   | Nanchang    | Gravel (i)    | Calvin Hemery          | 6-3, 6-2         |

### Dubbelspel
| Nr.                  | Datum          | Toernooi | Ondergrond | Partner           | Tegenstanders in finale                     | Score                |
| -------------------- | -------------- | -------- | ---------- | ----------------- | ------------------------------------------- | -------------------- |
| Gewonnen challengers |                |          |            |                   |                                             |                      |
| 1.                   | 7 januari 2017 | Noumea   | Hardcourt  | Tristan Lamasine  | Adrián Menéndez Maceiras Stefano Napolitano | 7-6(9), 6-1          |
| 2.                   | 9 juli 2017    | Recanati | Hardcourt  | Jonathan Eysseric | Julian Ocleppo Andrea Vavassori             | 6-7(3), 6-4, [12-10] |

## Finaleplaatsen in de Junior Grand Slams
| Jaar       | Toernooi        |           | Partner                  | Tegenstanders                                   |
| Enkelspel  | Enkelspel       | Enkelspel | Enkelspel                | Enkelspel                                       |
| ---------- | --------------- | --------- | ------------------------ | ----------------------------------------------- |
| 2014       | US Open         | Zilver    | n.v.t.                   | verloren van Omar Jasika                        |
| Dubbelspel |                 |           |                          |                                                 |
| 2013       | US Open         | Zilver    | Frederico Ferreira Silva | verloren van Kamil Majchrzak en Martin Redlicki |
| 2014       | Australian Open | Zilver    | Johan-Sébastien Tatlot   | verloren van Lucas Miedler en Bradley Mousley   |
| 2014       | Roland Garros   | Goud      | Benjamin Bonzi           | gewonnen van Lucas Miedler en Akira Santillan   |

## Prestatietabel
| Legenda | Legenda                          |
| ------- | -------------------------------- |
| g.t.    | geen toernooi gehouden           |
| l.c.    | lagere categorie                 |
| –       | niet deelgenomen                 |
| G       | uitgeschakeld in de groepsfase   |
| 1R      | uitgeschakeld in de eerste ronde |
| 2R      | uitgeschakeld in de tweede ronde |
| 3R      | uitgeschakeld in de derde ronde  |
| 4R      | uitgeschakeld in de vierde ronde |
| KF      | uitgeschakeld in de kwartfinale  |
| HF      | uitgeschakeld in de halve finale |
| F       | de finale verloren               |
| W       | het toernooi gewonnen            |
| w-v     | winst/verlies-balans             |

### Enkelspel
| Grandslamtoernooien  |      |     |      |      |      |      |    |
| Australian Open      | –    | 2R  | 1R   | 1R   | –    | 1R   | 1R |
| Roland Garros        | 1R   | 2R  | 1R   | –    | 1R   | 1R   | –  |
| Wimbledon            | –    | –   | –    | –    | –    | g.t. |    |
| US Open              | –    | –   | –    | –    | –    | –    |    |
| Olympische Spelen    |      |     |      |      |      |      |    |
| Olympische Spelen    | g.t. | –   | g.t. | g.t. | g.t. | g.t. |    |
| Statistieken         |      |     |      |      |      |      |    |
| Totaal aantal titels | 0    | 0   | 0    | 0    | 0    | 0    | 0  |
| Eindejaarsranking    | 205  | 153 | 129  | 128  | 220  | 203  |    |

### Dubbelspel
| Grandslamtoernooien  |      |     |      |      |      |    |
| Australian Open      | –    | –   | –    | –    | –    | –  |
| Roland Garros        | 1R   | 2R  | 2R   | 3R   | 1R   | 1R |
| Wimbledon            | –    | 1R  | –    | –    | g.t. |    |
| US Open              | –    | –   | –    | –    | –    |    |
| ATP Masters 1000     |      |     |      |      |      |    |
| Indian Wells         | –    | –   | –    | –    | g.t. |    |
| Miami                | –    | –   | –    | –    | g.t. | –  |
| Monte Carlo          | –    | –   | –    | –    | g.t. | –  |
| Madrid               | –    | –   | –    | –    | g.t. | –  |
| Rome                 | –    | –   | –    | –    | –    | –  |
| Montreal/Toronto     | –    | –   | –    | –    | g.t. |    |
| Cincinnati           | –    | –   | –    | –    | –    |    |
| Shanghai             | –    | –   | –    | –    | g.t. |    |
| Parijs               | –    | 2R  | –    | 1R   | –    |    |
| Olympische Spelen    |      |     |      |      |      |    |
| Olympische Spelen    | g.t. | –   | g.t. | g.t. | g.t. |    |
| Statistieken         |      |     |      |      |      |    |
| Totaal aantal titels | 0    | 0   | 0    | 0    | 0    | 0  |
| Eindejaarsranking    | 745  | 216 | 220  | 154  | 167  |    |